# Isla Elk Rock
Isla Elk Rock, es el nombre de una isla en el río Willamette en el estado de Oregón, en los Estados Unidos de América. La isla de 12 a 13 acres (4,85 hectáreas), se formó hace 40 millones de años por un volcán. Su territorio fue entregadi a la ciudad Portland por Peter Kerr en 1940.
La isla contiene bosque caducifolio, bosque mixto de hojas perennes, de hoja caduca y vegetación graminoide.